# Ala-Kaitajärvi
Ala-Kaitajärvi och Yli-Kaitajärvi eller Kaitajärvet är sjöar i Finland. De ligger i kommunen Pello i landskapet Lappland, i den norra delen av landet, 700 km norr om huvudstaden Helsingfors. Kaitajärvet ligger 155,8 meter över havet. Arean är 12,2 hektar och strandlinjen är 1,83 kilometer lång. Sjön  ingår i Torne älvs huvudavrinningsområde. 